# Dipoena lana
Dipoena lana är en spindelart som beskrevs av Claude Lévi 1953. Dipoena lana ingår i släktet Dipoena och familjen klotspindlar. Inga underarter finns listade i Catalogue of Life.